# Spaniens utrikesminister

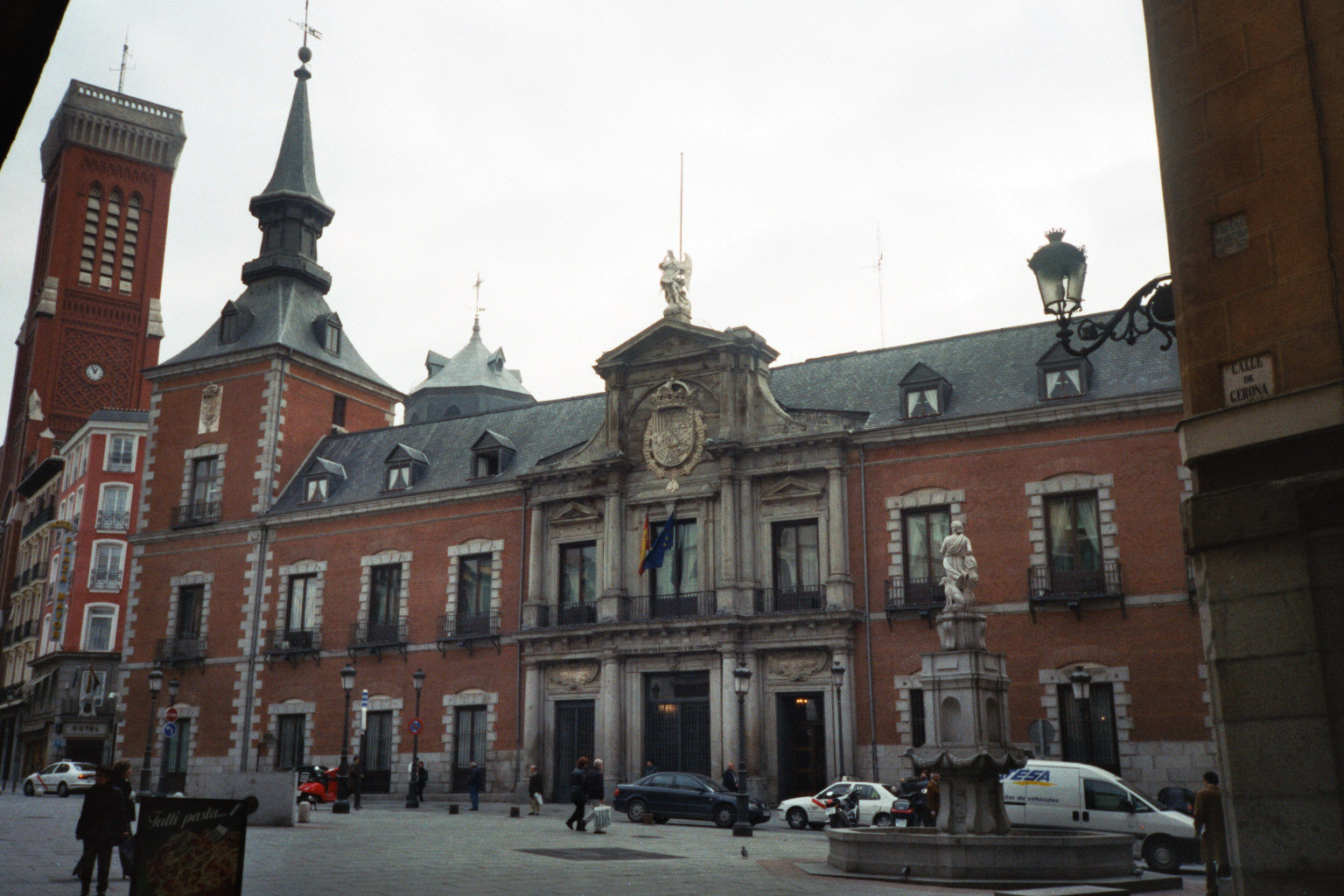
Palacio de Santa Cruz, Utrikesministeriets huvudkontor.

Spaniens utrikesminister (spanska: Ministro de Asuntos Exteriores y de Cooperación) är en av de mer prestigefyllda ministerposterna i Spaniens regering och leder arbetet i utrikesministeriet, Ministerio de Asuntos Exteriores y de Cooperación. Huvudkontoret ligger i Palacio de Santa Cruz i Madrid. Utrikesministerns närmsta medarbetare är tre statssekreterare, Secretarios de Estado.
Äldre titlar för Spaniens utrikesminister är Ministerio de Estado (1885–1939) och Ministerio de Asuntos Exteriores (1939–2004).

## Lista över Spaniens utrikesministrar
- José María de Areilza 1975–1976
- Marcelino Oreja Aguirre 1976–1980
- José Pedro Pérez Llorca 1980–1982
- Fernando Morán 1982–1985
- Francisco Fernández Ordóñez 1985–1992
- Javier Solana 1992–1995
- Carlos Westendorp 1995–1996
- Abel Matutes 1996–2000
- Josep Piqué 2000–2002
- Ana Palacio 2002–2004
- Miguel Ángel Moratinos 2004–2010
- Trinidad Jiménez 2010–2011
- José Manuel G. Margallo 2011–2016
- Alfonso Dastis Quecedo 2016–2018
- Josep Borrell 2018–2019